# Aston Township
Aston Township är en ort i Delaware County, Pennsylvania, United States. Orten har en total area av 14,8 km², och ligger vid Chester Creek. Delawarefloden flyter söder om stadsdelen.